# Старение мозга
Старение мозга — это процесс постепенного изменения мозга в пожилом возрасте, включая изменения, которые происходят во всех индивидуалах по мере старения, и изменения, обусловленные специфическими болезнями (включая нераспознанные). Обычно при использовании данного термина имеют в виду мозг человека.
Поскольку продление жизни уместно только в том случае, если оно сопровождается продлением здоровой жизни и, ещё более важно, сохранением здоровья мозга и когнитивных способностей, нахождение омолаживающих подходов, действующих одновременно на периферические ткани и на мозговые функции, является ключевой стратегией развития омолаживающих технологий.
Старение является основным риск-фактором для большинства нейродегенеративных болезней, включая лёгкие когнитивные нарушения и болезни, ассоциированные с деменцией (такие как болезнь Альцгеймера, цереброваскулярные болезни, болезнь Паркинсона, боковой амиотрофический склероз). Хотя было проведено много исследований, сфокусированных на болезнях пожилого возраста, имеется лишь немного исследований по изменениям, происходящих в стареющем мозге при отсутствии нейрогенеративных болезней, и по  нейропсихологическому профилю людей, достигших преклонного возраста без нейрогенеративных заболеваний. Имеющиеся исследования позволяют полагать, что процесс старения мозга обуславливается несколькими структурными, химическими и функциональными типами изменений в нём, а также с рядом нейрокогнитивных изменений. Последние исследования на модельных организмах свидетельствуют, что по ходу старения происходят значительные изменения в экспрессии генов на уровне отдельно взятых нейронов. Эта статья посвящена обзору изменений, ассоциированных со старением человеческого мозга, включая старение без сопутствующих заболеваний.

## Структурные изменения

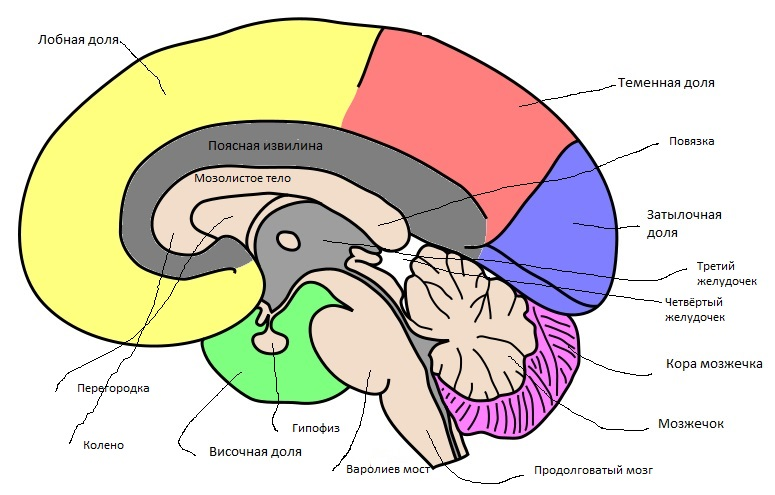
Мозг человека в сагиттальном разрезе

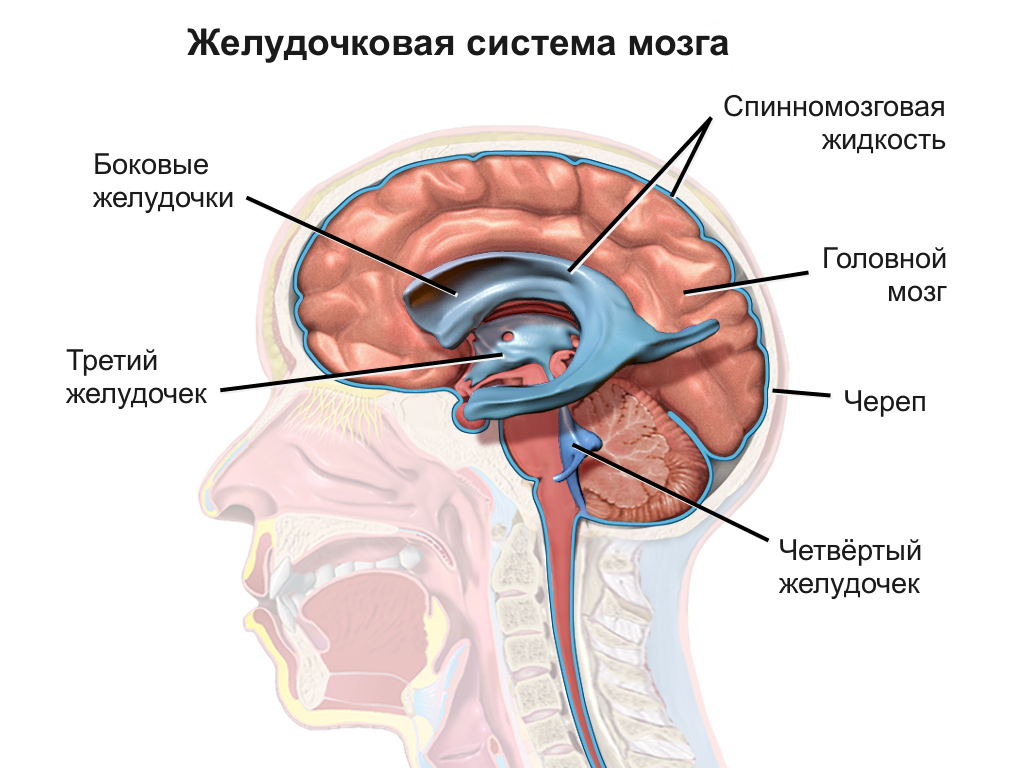
Желудочки головного мозга

Старение связано со многими физическими, биологическими, химическими и психологическими изменениями, происходящими в мозге. Учёные пытаются комплексно описать эти изменения с помощью концептуальных моделей. Примером является созданная в 2009 году "Scaffolding Theory of Aging and Cognition" (STAC). Модель STAC основана на таких факторах, как нейронные изменения в белом веществе, истощение дофамина, усыхание и истончение коры больших полушарий. Компьютерная томография обнаружила, что по мере старения происходит расширение желудочков мозга. Более поздняя магнитно-резонансная томография показала возрастные региональные уменьшения в объёме головного мозга. Это уменьшение объёма не является равномерным: некоторые участки мозга сжимаются со скоростью до 1% за год, в то время как другие участки отстаются относительно стабильными до конца жизни. Мозг имеет очень сложное строение и состоит из многих различных областей и типов тканей. Различные функции различных тканей мозга подвергаются возрастным изменениям в разной степени. Вещество мозга можно разделить на серое вещество и белое вещество.
- Серое вещество состоит из тел клеток в коре головного мозга и в подкорковых ядрах.
- Белое вещество состоит из тесно упакованных миелинированных аксонов, соединяющих нейроны друг с другом и с периферией[6].

### Потеря нейронных сетей и пластичности мозга
Пластичность мозга характеризует способность мозга изменять свою структуру и выполняемые участками мозга функции. Если мозг не задействует функцию какого-то своего участка, то выделяет меньше ресурсов на поддержание данного участка и выполняемой им функции. Это можно описать фразой "если вы не используете это, вы теряете это". Одним из предполагаемых механизмов, приводящих к наблюдаемому возрастному уменьшению пластичности мозга у животных, являются изменения в регулировании процессов кальциевого обмена. Изменения в способности организма управлять кальцием сказывается на способности нейронов возбуждаться и продвигать потенциал действия, что в свою очередь влияет на способность мозга изменять свою структуру и функции отделов. Вследствие сложности устройства мозга выглядит логичным, что некоторые его участки подвержены старению в большей степени чем другие. Здесь стоит упомянуть существование двух схем нейронов: гиппокампусной и неокортексной. Есть предположение, что возрастное уменьшение когнитивных способностей связано не только с гибелью нейронов, но также частично обусловлено изменением свойств синапсов. Эксперименты на животных дают основания полагать, что возрастной когнитивный дефицит также частично происходит от изменения активности ферментов и химических переносчиков сигналов, а также от изменения экспрессии генов в клетках мозга.

### Утоньшение коры головного мозга
Развитие магнитно-резонансной томографии позволило рассматривать структуру мозга живых организмов, включая людей, в больших деталях бесконтактным способом. Группа учёных опубликовала исследование, согласно которому серое вещество мозга уменьшается в объёме в период между взрослостью и старостью. Белое вещество увеличивается в период 19–40 лет, а затем тоже уменьшается. Исследования на основе воксельной морфометрии идентифицировали зоны, такие как островковая доля и верхняя теменная извилина, которые наиболее подвержены процессу потери серого вещества у пожилых людей. Согласно исследованию другой группы учёных, первые 6 десятилетий жизни человека происходит наиболее быстрое уменьшение плотности серого вещества. Это происходит в дорсальной, лобной и теменной долях на обеих межполушарной и боковой поверхностях мозга. Но при этом некоторые другие области, такие как поясная кора и затылочная доля, возрастному уменьшению серого вещества, по-видимому, не подвержены. Возрастные эффекты на плотность серого вещества в задней части височной доли проявляются более преимущественно в левом полушарии по сравнению с правым. Было также обнаружено, что ширина борозд мозга увеличивается не только с возрастом, но и с упадком когнитивных способностей в пожилом возрасте.

### Морфология и микроструктуры
Возрастное уменьшение серого вещества вносит основной вклад в уменьшение объёма мозга в целом.
Более того, по-видимому, уменьшается плотность нейронов мозга, изменяются микроструктуры белого вещества, а также изменяется энергетический метаболизм в мозжечке.
При старении происходит общая атрофия коры головного мозга, а также подобные изменения в других отделах, к примеру, уменьшение объёма хвостового ядра.

### Возрастная морфология нейронов
Большинство когнитивных нейробиологов по всему миру сходятся во мнении, что возрастное уменьшение умственных способностей в основном происходит не вследствие потерь нейронов и гибели клеток, а вероятно, от мелких региональных изменений в морфологии нейронов. Исследование на человекообразных и нечеловекообразных приматах показало, что дендритные ветви и дендритные шипики пирамидальных нейронов по мере старения уменьшаются в размерах и/или в количестве в определённых регионах и слоях коры головного мозга (Duan et al., 2003; morph). В случае человека было зафиксировано уменьшение на 46% в количестве дендритных шипиков и их плотности у тех, кому более 50 лет, по сравнению с молодыми. С помощью электронного микроскопа было обнаружено, что обезьяны в старом возрасте (27–32 лет) по сравнению с молодыми (6–9 лет) имеют на 50% меньше шипиков в пучке апикальных дендритов пирамидальных нейронов префронтальной коры.

#### Нейрофибриллярные клубки и амилоидные бляшки

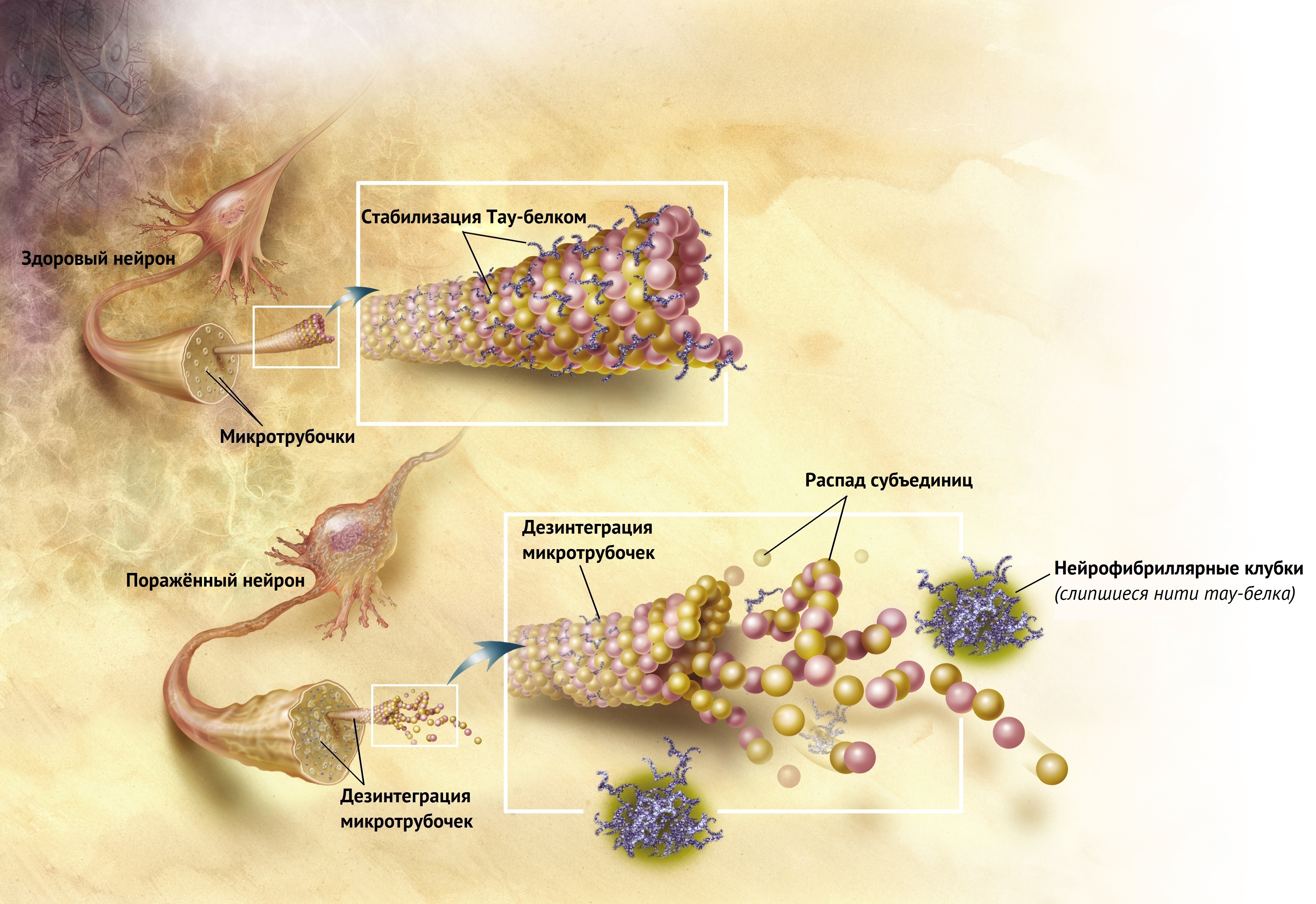
При нарушениях работы тау-белка происходит разрушение микротрубочек и образование нейрофибриллярных клубков

Множество сопровождающих старение невропатологий, таких как болезнь Альцгеймера, болезнь Паркинсона, сахарный диабет, артериальная гипертензия и атеросклероз, делают трудным распознать паттерн чистого старения мозга. Одним из наиболее важных отличий чистого старения от патологического старения является расположение нейрофибриллярных клубков. Нейрофибриллярные клубки состоят из парных спиральных нитей. При нормальном старении мозга (без возникновения деменции) количество нейрофибриллярных клубков относительно мало и их расположение ограничено обонятельным ядром, парагиппокампальной извилиной, миндалевидными телами и энторинальной корой. В случае старения без появления деменции происходит общее увеличение плотности нейрофибриллярных клубков, но без существенного изменения мест их расположения.
Другим основным нейрогенеративным вкладчиком в патологическое старение, обычно обнаруживаемым в мозгах пациентов с болезнью Альцгеймера, являются амилоидные бляшки. Но в отличие от нейрофибриллярных клубков, амилоидные бляшки не являются стандартным признаком чистого старения.

### Роль окислительного стресса
Возникновение когнитивных нарушений связывают с окислительным стрессом, воспалительными реакциями и изменениями в мозговых микрососудах. Точный вклад каждого из этих факторов в когнитивное старение остаётся невыясненным. Из этих факторов окислительный стресс наилучшим образом поддаётся контролю и наиболее понятен. Онлайновый медицинский словарь Merriam-Webster определяет окислительный стресс как "физиологический стресс тела, вызванный совокупным ущербом, наносимым свободными радикалами, не в полной мере нейтрализованным антиоксидантами; считается связанным со старением". Таким образом, окислительный стресс — это повреждения, причиняемые клеткам свободными радикалами, высвобождаемыми при окислительных процессах.
По сравнению с другими тканями тела, мозг считается необычно чувствительным к окислительным повреждениям. Повышенные окислительные повреждения ассоциированы с нейрогенеративными болезнями, лёгкими когнитивными нарушениями и индивидуальными особенностями мышления в здоровых пожилых людях. При "нормальном старении" мозг подвергается окислительному стрессу множеством способов, главными из которых являются окисление белков, перекисное окисление липидов и окислительные модификации ядерной и митохондриальной ДНК. Окислительный стресс может нарушить репликацию ДНК и ингибировать репарацию через множество разных процессов, включая укорочение теломер.

### Повреждения ДНК
Множество исследований показывают, что с возрастом в мозгах млекопитающих накапливаются повреждения ДНК, в том числе повреждения одиночных нуклеотидов, одноцепочечные и двухцепочечные разрывы и сшивки. Крысы в возрасте 4 дней имеют около 3000 одноцепочечных разрывов и 156 двойных разрывов в ДНК каждого нейрона, а крысы в возрасте более 2 лет около 7400 одноцепочечных разрывов и около 600 двойных разрывов.
В одном из исследований учёные изучили транскрипционный профиль в лобной коре людей в возрасте от 26 до 106 лет и выделили ряд генов, чья экспрессия изменяется после 40 лет. Учёные выяснили, что промоторы этих генов накопили ДНК-повреждения, связанные с окислением. Учёные заключили, что повреждения ДНК со временем изменяют экспрессию наиболее уязвимых генов, включая гены, вовлечённые в обучение, память и выживание нейронов. Таким образом, старение мозга отчасти является квазипрограммой, которая начинает реализовываться уже в раннем возрасте.

## Иммунная система и жидкости
Проницаемость гематоэнцефалического барьера, нейровоспаление, нейродегенерация и вызванное микрофлорой кишечника хроническое системное воспаление, по-видимому, связаны и взаимодействуют со старением. К примеру, гомеостаз кишечной микробиоты может быть нарушен с возрастом. И даже при старении без сопутствующих болезней происходит нейровоспаление, включая активацию микроглии и производство воспалительных цитокинов.

### Жидкости
Даже в случае старения без сопутствующих болезней поток крови в мозгу сокращается с темпом 0.3-0.5% в год. Глимфатическая система, выполняющая очистку центральной нервной системы от продуктов жизнедеятельности, является важной для поддержания здоровья мозга, но её эффективность, по-видимому, снижается с возрастом. Факторы, присутствующие в циркулирующей жидкости, оказывают большое влияние на процесс старения мозга.

## Химические изменения

Основные дофаминовые пути.
Как часть системы регулирования чувства удовольствия дофамин производится в телах нейронов, расположенных в ВОП, и высвобождается в прилежащее ядро и префронтальную кору.
Его моторные функции связаны с другим путём: производящие гормон клеточные тела расположены в чёрной субстанции, а высвобождение гормона происходит в полосатое тело

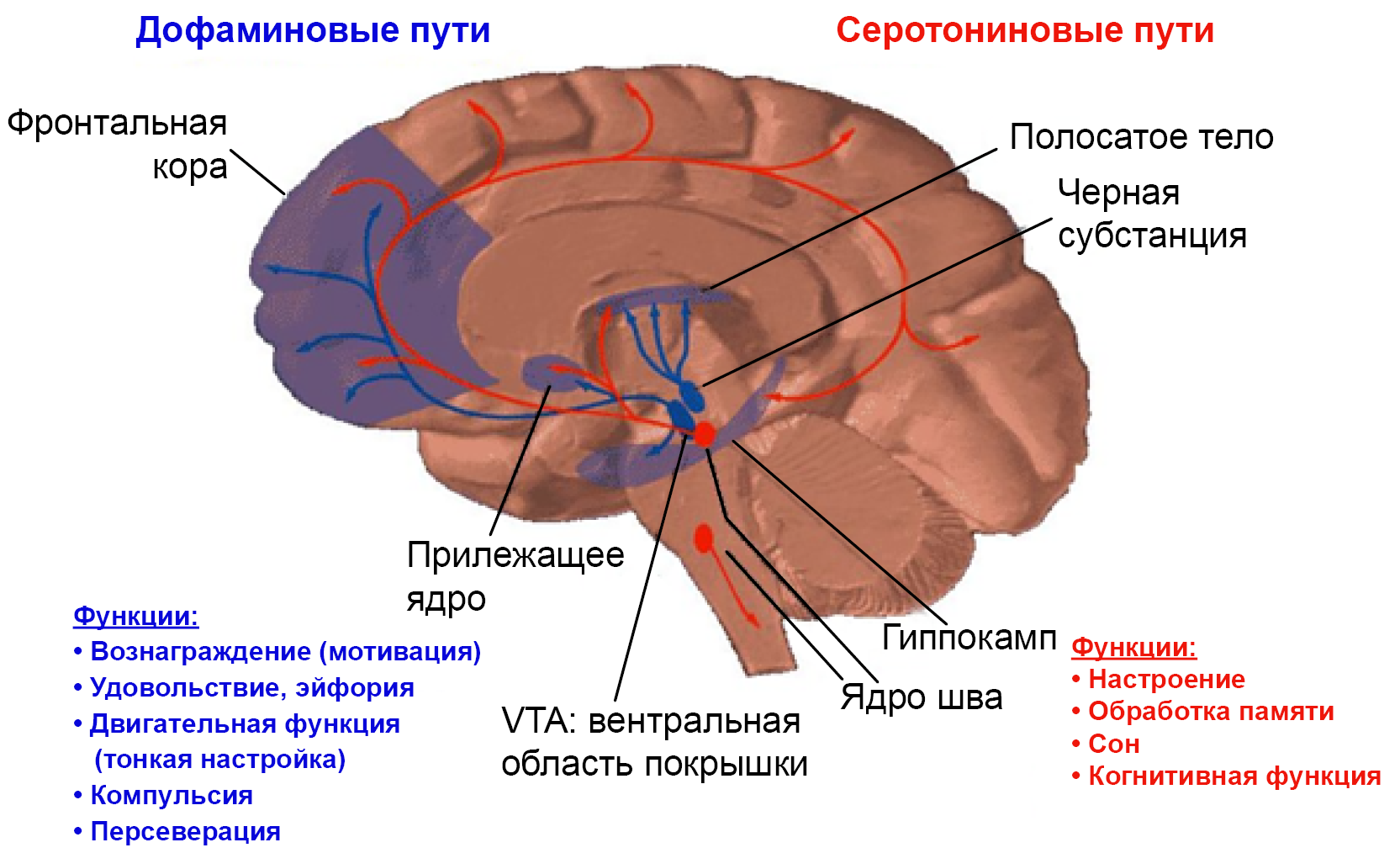
Функции дофамина и серотонина и их основные пути

В дополнение к структурным изменениям, которые происходят в мозгу с возрастом, процесс старения также связан со многими биохимическими изменениями. Нейроны коммуницируют друг с другом посредством специальных химических молекул, называемых нейромедиаторами. Несколько исследований позволили идентифицировать ряд таких нейромедиаторов и их рецепторов, которые изменяются в различных областях мозга по мере старения.

### Дофамин
Подавляющее большинство исследований сообщают о возрастных изменениях в синтезе дофамина, сайтах его связывания и количестве рецепторов. Исследования, использующие ПЭТ на живых людях, показали существенное возрастное уменьшение в синтезе дофамина, особенно в регионах полосатого тела и экстрастриарной зрительной коры (за исключением среднего мозга). Также сообщается о значительном возрастном уменьшении рецепторов D1, D2 и D3. Исследования показали общее уменьшение рецепторов D1 и D2 и, более специфически, уменьшение D1 и D2 рецепторов, связанных с хвостовым ядром и скорлупой. Существенное возрастное уменьшение дофаминовых рецепторов D2 и D3 было обнаружено в передней поясной коре, лобной коре, боковой височной коре, гиппокампе, медиальной височной коре, миндалевидных телах, медиальном таламусе и боковом таламусе. Одно из исследований также сообщает о существенной обратной корреляции между связыванием дофамина в затылочной доле и возрастом. Посмертные исследования показали, что количество D1 и D2 рецепторов уменьшается с возрастом и в хвостатом ядре, и в скорлупе, при этом пропорция данных рецепторов с возрастом не изменяется.
Постепенная потеря дофамина считается причиной многих неврологических симптомов, которые развиваются с возрастом, таких как уменьшение размахивания руками и увеличение ригидности. Изменение в уровне дофамина может быть причиной возрастных изменений в когнитивной гибкости.

### Серотонин
С возрастом также происходит уменьшение уровней различных серотониновых рецепторов и транспортёра серотонина (5-HTT). Исследования с использованием ПЭТ на живых людях выявили понижение уровней рецептора 5-HT2 в хвостовом ядре, скорлупе и лобной коре. Были также обнаружены уменьшения связывающей способности рецепторов 5-HT2 в лобной коре и связывающей способности транспортёра серотонина (5-HTT) в таламусе и среднем мозгу. Посмертные исследования выявили уменьшение связывающей способности серотонина и уменьшение числа S1 рецепторов в лобной коре и гиппокампе, а также уменьшение сродства в скорлупе.

### Глутамат

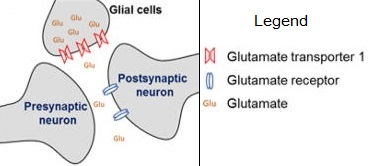
Экспрессия глутаматного рецептора 1 (EAAT2) в клетке нейроглии облегчает повторный захват глутамата и уменьшает его внеклеточную концентрацию

Глутамат является ещё одним нейромедиатором, количество которого уменьшается с возрастом. Исследования показали, что старые люди имеют более низкую концентрацию глутамата в моторной коре по сравнению с молодыми людьми.
Было также замечено существенное возрастное уменьшение глутамата в сером веществе теменной доли, базальных ядрах и, в меньшей степени, белом веществе лобной доли. Эти изменения нейромедиатора изучались на мозгах обычных людей, но регионы теменной доли и базальных ядер часто оказываются затронуты при дегенеративных заболеваниях мозга, ассоциированных со старением, поэтому учёные предполагают, что глутамат в мозгу можно рассматривать как их маркер.

## Нейропсихологические изменения

### Изменения в ориентировании
Ориентирование — это осведомлённость организма о своём местонахождении в пространстве. Часто ориентирование понимается более широко: есть ли у человека понимание места, времени и происходящего вокруг него. Ухудшение ориентирования является одним из самых распространённых симптомов болезней мозга, поэтому тесты на ориентирование включены в почти все медицинские и нейропсихологические исследования. Подавляющее большинство исследований сфокусированы на оценке ориентирования людей при различных специфических патологиях и лишь немногие исследования посвящены тому, как изменяется ориентирование в случае чистого старения без сопровождающих его неврологических болезней. Результаты этих исследований отчасти противоречивы. Некоторые исследования говорят, что ориентирование на протяжении жизни не уменьшается. К примеру, в одном из исследований 92% относительно здоровых пожилых людей (65-84 лет) продемонстрировали полноценные или почти полноценные способности к ориентированию. Однако другие данные говорят, что небольшие ухудшения в ориентировании могут быть обычной частью процесса старения. К примеру, одна из исследовательских команд заключила, что старые люди, имеющие нормальную память, при этом могут иметь небольшие проблемы с ориентированием. В то время как молодые люди с нормальной памятью проблем с ориентированием практически не имеют. Так что хотя текущие исследования полагают, что старение само по себе не имеет чёткой ассоциации со значительным ухудшением ориентирования, небольшие проблемы с ориентированием являются частью обычного старения и не обязательно свидетельствуют о наличии какой-то специфической патологии.

### Изменения во внимании
Многие престарелые люди отмечают снижение своего внимания. Внимание — это широкая концепция, которая охватывает когнитивные способности, позволяющие организмам иметь дело с присущими мозгу ограничениями в обработке информации, выбирая информацию для последующей обработки. Поскольку человеческий мозг имеет ограниченные ресурсы, люди используют своё внимание для сосредоточения на определённых стимулах и отгораживания от других.
Исходя из этого, если престарелые люди имеют меньше ресурсов для поддержания внимания по сравнению с молодыми взрослыми, следует ожидать, что когда необходимо выполнять две задачи одновременно, производительность престарелых людей будет снижаться быстрее, чем производительность молодых. Однако обзор исследований показывает, что эта гипотеза не поддерживается полностью. Хотя некоторые исследования обнаружили, что престарелые испытывают больше трудностей, кодируя и извлекая информацию в условиях разделения внимания, другие исследования не обнаружили значительной разницы по сравнению с молодыми. Подобным образом, можно ожидать, что производительность престарелых людей будет снижаться быстрее на задачах, требующих постоянного внимания в течение длительного времени. Однако исследования дают основание говорить, что устойчивость такого вида внимания не уменьшается с возрастом. Результаты исследований показывают, что устойчивость внимания увеличивается по мере развития человека до фазы молодого взрослого, а затем остаётся относительно стабильной, по крайней мере до середины восьмого десятилетия жизни. Больше исследований необходимо для выявления влияния старения на внимание людей после 80 лет.
Но кроме прямой способности к вниманию, которая измерялась во время исследований, с возрастом проявляются другие факторы, влияющие на удержание внимания. К примеру, возможно на удержание внимания влияет уменьшения числа сенсоров и ухудшение их качества. Таким образом ухудшение слуха и зрения затрудняет престарелым людям выполнение задач, связанных с активным задействованием данных органов чувств.

### Изменения в памяти
В людях идентифицированы различные виды памяти, такие как эксплицитная память (включающая в себя эпизодическую память и семантическую память), рабочая память, пространственная память и процедурная память. Проведённые исследования обнаружили, что свойства памяти, связанные с медиальной височной долей, особенно уязвимы для возрастного упадка. Ряд исследований, использующих различные методы (как то разнообразные сканирования мозга и исследование связывания рецепторов), предоставили сходящиеся доказательства, что лобная доля и дофаминовые пути особенно подвержены возрастным процессам, приводящим к изменению памяти.

### Изменения в речи
Изменения в выполнении вербальных заданий, а также местонахождение, степень и интенсивность паттерна визуализации уровня кислорода в крови, предоставляемого функциональной МРТ, изменяются с возрастом предсказуемым образом. К примеру, поведенческие изменения, ассоциированные с возрастом, включают снижение производительности при выполнении задач, относящихся к поиску слов, пониманию предложений с высокой синтаксической сложностью и/или требующих большой рабочей памяти, а также создание таких предложений.

### Паттерны активации мозга
Из многих регионов мозга, ассоциированных с исполнительными функциями, устойчивые возрастные изменения мозговой активности наблюдаются только в некоторых из них (англ. left inferior frontal junction and left anterior cuneus/precuneus).

### Изменения в обучении и поведенческой гибкости
Обучение обычно более эффективно происходит у детей и даётся более трудно с возрастом. Исследование, использующее нейровизуализацию, идентифицировало быстрое повышение уровня нейромедиатора ГАМК как основной компонент потенциального объяснения того, как обучение происходит.
Поведенческую гибкость можно охарактеризовать как надлежащую и эффективную адаптацию к различным ситуациям и к изменящимся требованиям окружающей среды, включая скорость адаптации, а также способность разрабатывать решения возникающих проблем и искать новые решения старых проблем. Исследования показывают, что на поздних фазах старения ослабляется поведенческая гибкость и уменьшаются размышления о путях действий.

## Генетические изменения
Различия в проявлении старения среди индивидумов могут быть обусловлены генетикой, здоровьем и воздействием окружающей среды. Как и во многих других науках, изучающих человека, в когнитивной нейробиологии происходят постоянные дебаты о социогенетизме или биогенетизме. Поиск генетических факторов всегда был важной стороной в попытке объяснить неврологические процессы. Исследования, сфокусированные на аутосомном доминировании, внесли большой вклад в понимание генетики "нормального" (непатологического) старения.
Аутосомное доминирование — это паттерн наследования характеристик некоторых генетических нарушений. Слово "аутосомное" означает, что рассматриваемый ген расположен на одной из хромосом, не относящейся к половым. Слово "доминирование" означает, что наличие в организме лишь одного гена (полученного от одного из родителей), который вызывает определённую характеристику организма, достаточно, чтобы у индивидуала проявилась соответствующая характеристика.
С возрастом в человеческом мозге происходит снижение функциональности и изменения в экспрессии генов. Эти изменения в экспрессии генов, возможно, происходят от окислительных повреждений ДНК в районах промоторов генов. К генам, активность которых уменьшается после 40 лет, в числе прочих относятся:
- субъединица GluR1 AMPA-рецептора
- субъединица NMDA R2A рецептора (вовлечён в обучение)
- субъединица рецептора ГАМКA
- гены, вовлечённые в долговременную потенциацию  (к примеру, кальмодулин 1 и CaM Kinase II альфа)
- гены кальциевого сигналинга[англ.]
- гены пластичности синапсов
- гены высвобождения и захвата синаптических пузырьков

К генам, активность которых увеливается, в числе прочих относятся:
- гены, ассоциированные в реакцией на стресс и репарацией ДНК
- гены антиоксидантной защиты

## Измерение

### Анализ эпигенетического возраста областей мозга
Мозжечок является самым молодым районом в мозгу (и вероятно, во всём теле) у столетних людей, согласно эпигенетическим биомаркарам в тканях, известных в совокупности как эпигенетические часы. По этому показателю он на 15 лет моложе, чем можно было бы ожидать. В контрасте с этим, у людей моложе 80 лет все районы мозга и клетки мозга имеют, по всей видимости, примерно одинаковый эпигенетический возраст. Это свидетельствует, что мозжечок лучше защищён от старения, что в свою очередь объясняет, почему мозжечок демонстрирует меньше невропатологических признаков возрастной деменции по сравнению с другими областями мозга.

### Другое
Проводятся исследования по созданию биомаркеров старения, систем их обнаружения и систем компьютерной обработки данных для измерения биологического возраста мозга. К примеру, компьютерные программы на основе методов глубокого обучения могут анализировать снимки магнитно-резонансной томографии и оценивать возраст мозга с относительно высокой точностью, что среди прочего позволяет обнаруживать ранние признаки болезни Альцгеймера и различные нейроанатомические паттерны неврологических расстройств.

## Замедление эффектов старения
Современный уровень биомедицинских технологий не позволяет остановить и обратить вспять старение. Однако существуют способы замедлить и ослабить проявление его симптомов. Между учёными нет консенсуса об эффективности нижеприведённых способов, но существуют исследования, говорящие об их общей полезности:
- Высокий уровень образования[20][69].
- Физические упражнения[англ.][70][71][72].
- Вовлечённость в интеллектуальную активность (к примеру, интеллектуальное чтение или решение кроссвордов)[71][73].
- Вовлечённость в социальные взаимодействия, поддержание дружеских связей[71][74].
- Здоровое питание, включающее омега-3-ПНЖК[75][76][77], защитные антиоксиданты[19], флавонол[англ.]-содержащие продукты[78], а также, вероятно, антоциан- и флаванон[англ.]-содержащие продукты[79][80]. (Флавонолы и флаваноны - это классы флавоноидов.) Более обще, паттерн питания, схожий со средиземноморской диетой[81][82].
- Ограничение стрессовости, адекватный сон, контроль за сенсорными нарушениями (managing sensory impairments), отсутствие курения, ограничение потребления алкоголя, защита мозга, профилактика сердечно-сосудистых болезней[71].
- Избегание холинолитических препаратов[71].
- Ряд фармакологических стратегий сейчас находится в процессе исследований. К примеру, исследование вещества никотинамид рибозид[англ.][72][83].
- Ограничение потребления калорий и интервальное голодание (по крайней мере в случае животных вплоть до обезьян, исследования на людях не известны)[72].
- Микробиом также играет важную роль. Учёные установили, что трансплантация фекальной микробиоты от молодых мышей пожилым существенно омолаживает биомаркеры мозга последних[84][85]. На микробиом можно повлиять посредством диеты и других факторов. Хороший эффект дают пробиотики наподобие L. plantarum[англ.][86].

### Когнитивный резерв
Способность индивидуального человека не демонстрировать признаков когнитивного старения несмотря на постепенно идущее старение мозга называют когнитивным резервом. Из этого подхода следует, что два пациента могут иметь идентичные патологии мозга, но один человек демонстрирует заметные клинические симптомы, а  мозг другого функционирует относительно нормально. Исследования когнитивного резерва выявили специфические биологические и генетические факторы, а также факторы окружающей среды, которые делают некоторых людей более устойчивыми к когнитивному упадку по сравнению со статистическим большинством.

### Исследования

#### Супердолгожители
Недавно начали проводиться лонгитюдные научные исследования для выявления защитных факторов против негативных эффектов старения, включающие генетический анализ долгожителей и их потомков. В частности, было установлено, что ген CETP связан с более медленным когнитивным снижением и защитой от болезни Альцгеймера. Более детально, люди, которые в гене CETP гомозиготны по валину (но не геторозиготны) имеют на 51% меньшее возрастное снижение памяти по сравнению с референтной группой после выравнивания по демографическим факторам и по состоянию с APOE.

#### Исследование монахинь
"Исследование монахинь на старение и болезнь Альцгеймера" началось в 1986 году с целью проследить жизненный путь 678 монахинь католической церкви и зафиксировать различные проявления старения. Исследование финансируется Национальным институтом США по проблемам старения (NIA). Среди прочего, учёные просмотрели автобиографические эссе, которые монахини написали при присоединении к Сестринству. Исследователи сделали вывод, что плотность мыслей и лингвистическая плотность (сложность словооборотов, живость языка, беглость) являются существенным предсказателем пониженного риска развития болезни Альцгеймера в старости. И наоборот, пониженная плотность идей существенно ассоциируется с повышенной церебральной атрофией и бо́льшим количеством нейрофибриллярных клубков в будущем.
В 1994 году в США началось Исследование религиозных орденов, первоначальное финансирование которого также было предоставлено NIA.

#### Исследование гипоталамуса и гормона гонадолиберин
Существует предположение, что воспаление гипоталамуса может быть связано со старением всего организма. В исследовании 2013 года группа учёных сфокусировалась на исследовании активности белкового комплекса NF-κB в мозгу мышей. Наблюдение показало, что данный белковый комплекс активизируется по мере старения. Эта активация не только влияет на старение, но и на гормон гонадолиберин (GnRH), который продемонстрировал антистаренческие свойства будучи вколотым вне гипоталамуса, но в то же время проявившим противоположные свойства, если его ввести в гипоталамус. Нужно ещё некоторое время, прежде чем можно будет применять гонадолиберин на людях, так как для понимания его анти-возрастных свойств нужны дополнительные исследования.

#### Исследование воспаления
Исследование на мышах обнаружило, что миелоциты в них двигают воспалительные элементы в группе заболеваний, связанных с воспалением мозга. Однако это может быть предотвращено через ингибирование EP2 сигналинга клеток.

#### Исследование спинномозговой жидкости

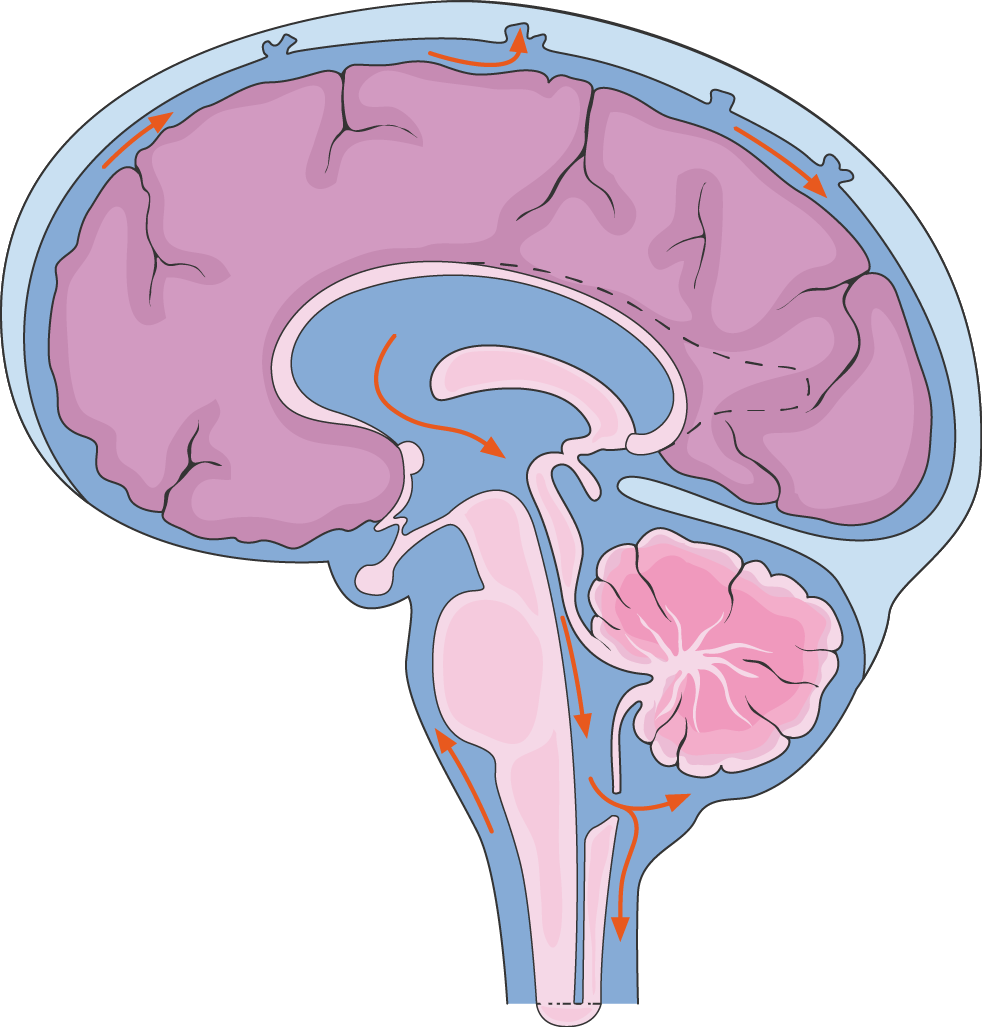
Спинномозговая жидкость циркулирует в субарахноидальном пространстве вокруг головного мозга и в его желудочках, а также вокруг спинного мозга

Исследование показало, что введение компонентов спинномозговой жидкости (ликвора) из окружения мозговых клеток молодых мышей в мозг старых мышей омолаживает у тех ряд характеристик мозга. Это свидетельствует, что ликвор имеет свою роль в протекании старения мозга. Среди прочего, исследование определило белок FGF17 как ключевую цель для потенциальной терапии, в том числе для антистарения.
Субарахноидальная лимфатическая мембрана, об открытии которой было объявлено в 2023 году, вероятно, играет роль в функционировании ликвора как защитный барьер и стоянка иммунных клеток, мониторящих мозг на предмет инфекции и воспаления. Предполагается, что эта мембрана существенно вовлечена в основные мозговые болезни и в старение мозга.

## Различия в ходе протекания старения мозга между людьми
Для некоторых демографических групп людей ход когнитивного старения может отличаться. Это может быть связано с разными условиями жизни и с ограниченным доступом к медицинской помощи, вследствие чего мозг может получать ущерб от других проблем со здоровьем в организме.

### Социально-экономические факторы
Социоэкономический статус определяется взаимодействием социальных и экономических факторов. Исследование показало, что социально-демографические факторы в некоторой степени коррелируют с когнитивным профилем престарелых людей. Это может быть объяснено тем, что семьи с более высоким социально-экономическим статусом (СЭС) имеют ресурсы для того, чтобы с раннего возраста стимулировать у детей когнитивное развитие. У детей из семей с низким СЭС относительно небольшое изменение в доходах родителей ассоциируется со значительными изменениями в регионах коры мозга, связанных с языком, чтением, исполнительными функциями, пространственным ориентированием. В то же время у детей из семей с высоким СЭС относительно небольшое изменение в доходах родителей ассоциируется только с небольшими изменениями в этих мозговых регионах. Что касается глобальной мозговой толщины коры, дети с более низким СЭС с возрастом имеют криволинейное уменьшение толщины коры, в то время как дети с высоким СЭС имеют более крутое линейное уменьшение толщины коры, что свидетельствует о том, что синаптический прунинг в последней группе проходит более эффективно. Это особенно заметно в левой веретенообразной извилине и в левой верхней височной извилине, которые являются ключевыми регионами для овладения языковыми навыками и грамотностью
.
Исследование показало, что участники американской программы льготной покупки продуктов в среднем имеют более плохую память, чем "непользователи", но при этом демонстрируют более низкие темпы её снижения.

### Пол

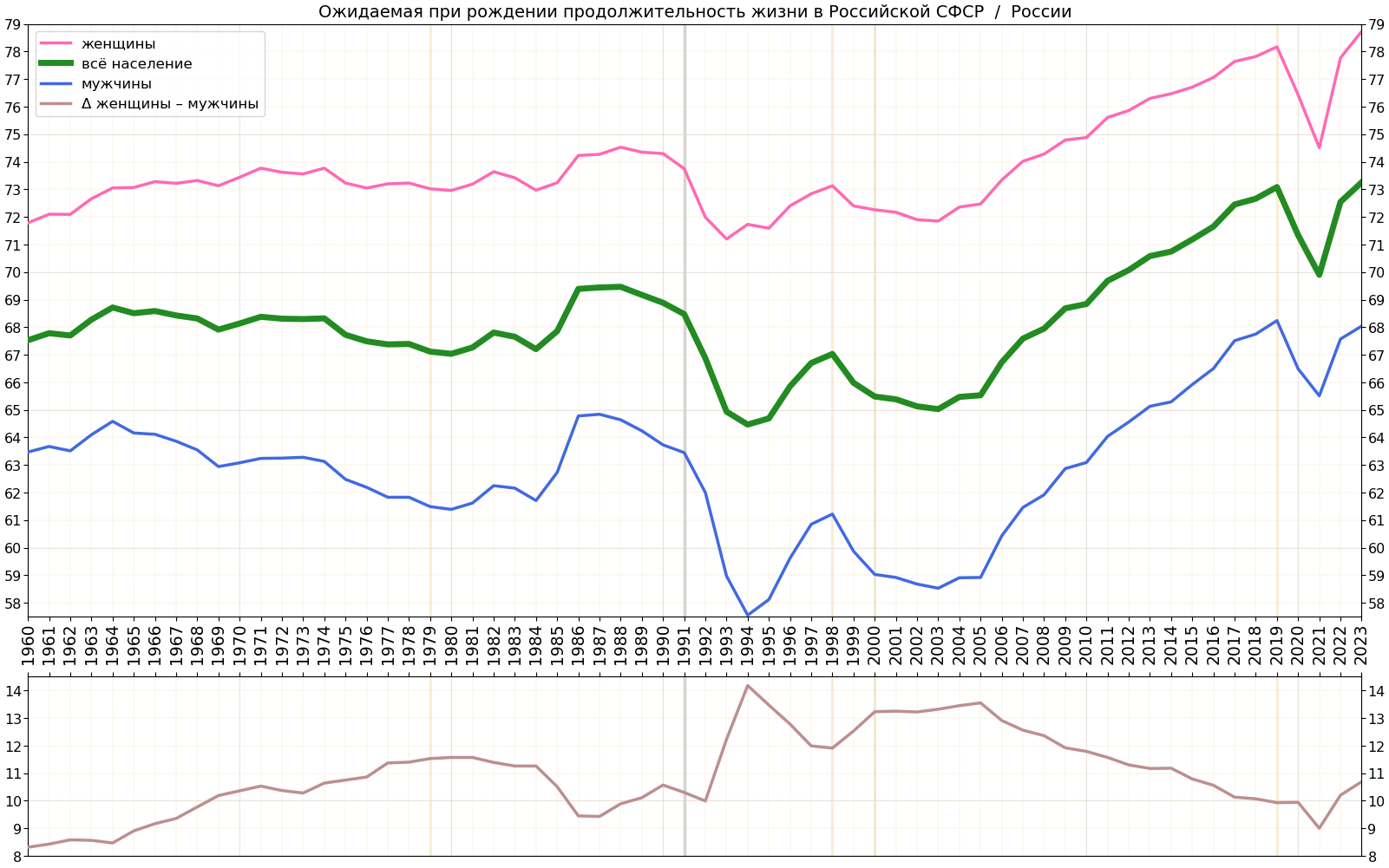
Продолжительность жизни в России с подсчитанной межполовой разницей

У женщин результаты теста "Краткая шкала оценки психического статуса" с возрастом в среднем снижаются в слегка более быстром темпе по сравнению с мужчинами. Мужчины с лёгкими когнитивными нарушениями имеют тенденцию иметь больше микроструктурных повреждений чем женщины с таким же диагнозом. Предположительно мужчины имеют больший когнитивный резерв, чем женщины, благодаря большему размеру мозга и нейронной плотности. Вследствие этого женщины имеют тенденцию проявлять симптомы когнитивного ослабления при более низком пороге накопления повреждений. Этот эффект, по-видимому, смягчается уровнем образования - хорошее образование ассоциируется с более поздним диагнозированием лёгких когнитивных нарушений. Исследований по выявлению характерного паттерна ослабления с возрастом когнитивной функциональности у трансгендерных людей на данный момент не известно.

### Раса

#### Афроамериканцы

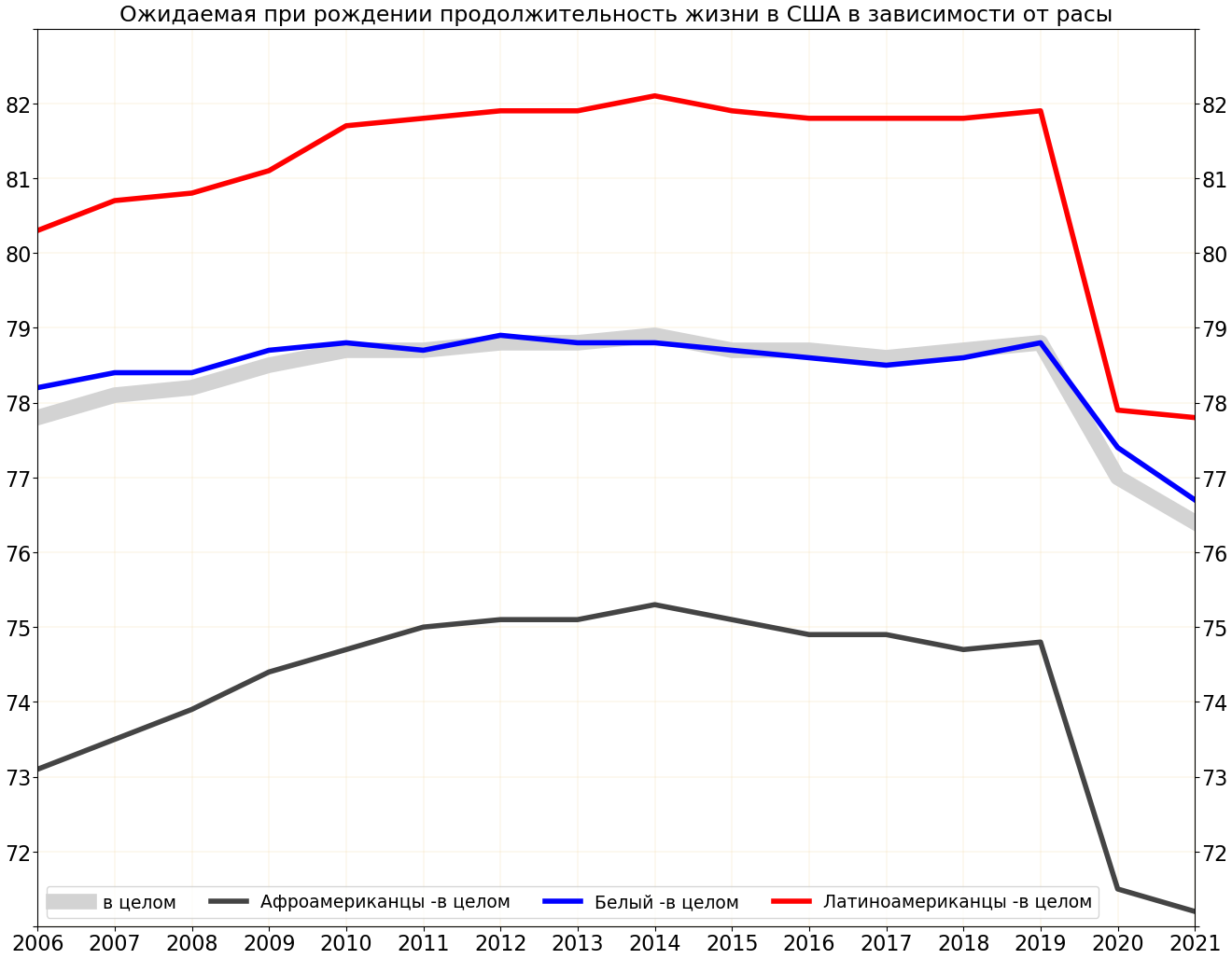
Ожидаемая продолжительность жизни в США в зависимости от расы

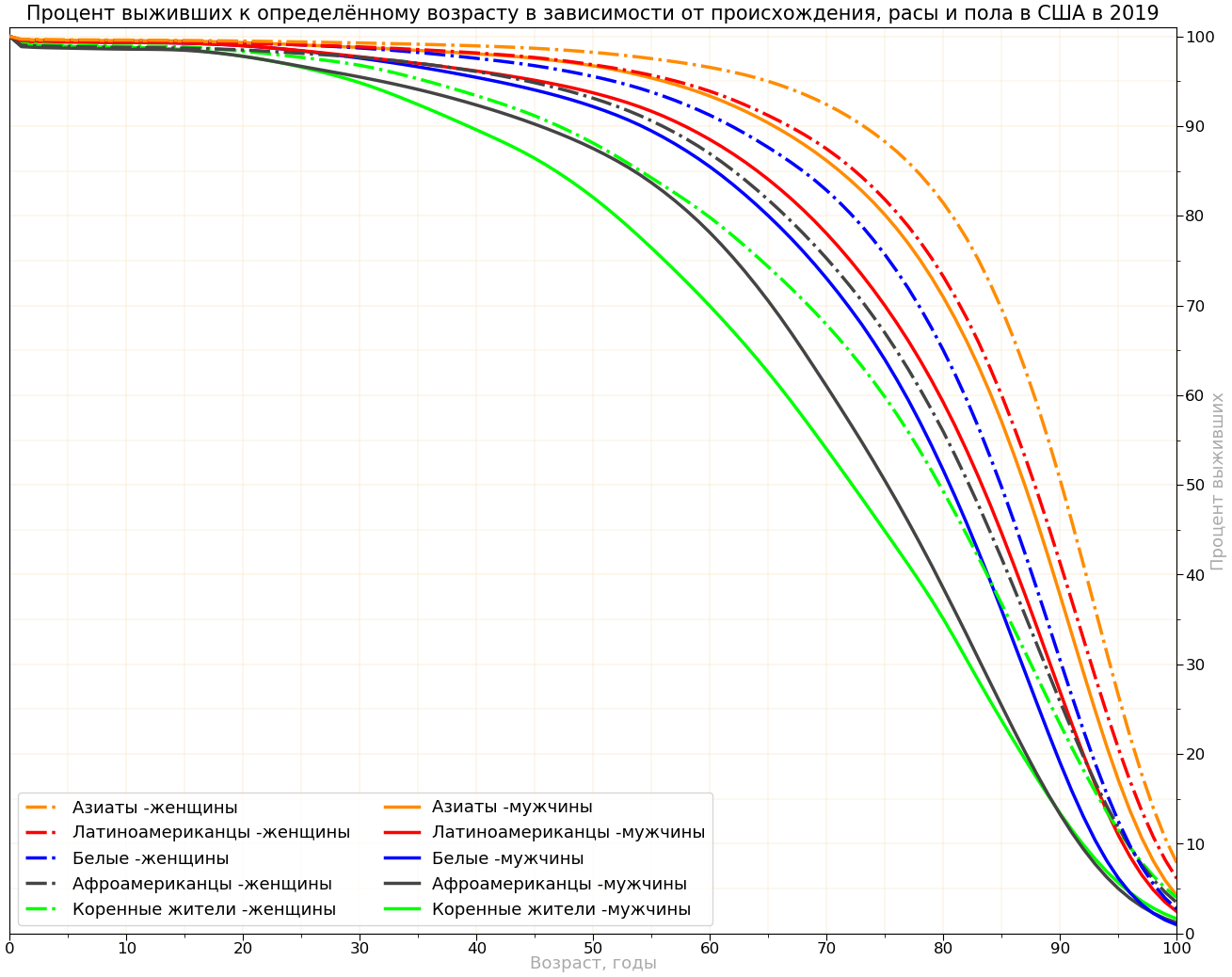
Процент выживших в зависимости от расы и пола в условиях США 2019 года

В Соединённых Штатах афроамериканцы непропорционально имеют метаболические нарушения. Это имеет множественные последствия, наиболее заметное среди которых - проблемы с cердечно-сосудистой системой, что в свою очередь является фактором, влияющим на нейрокогнитивные функции. Внимание, вербальное обучение и набор других когнитивных функций в той или иной степени зависят от диастолического кровяного давления, уровней триглицеридов и холестерина высокой плотности ("хорошего холестерина").

#### Латиноамериканцы
В США латиноамериканцы наиболее слонны к развитию метаболического синдрома: сочетание высокого кровяного давления, высокого уровня сахара в крови, повышенного уровня жиров и абдоминального ожирения не только увеличивает риск сердечно-сосудистых проблем и диабета 2-го типа, но также ассоциируются с более низкими нейрокогнитивными функциями в среднем возрасте. Это имеет место даже несмотря на то, что ожидаемая продолжительность жизни для латиноамериканцев в США выше, чем для белого и афроамериканского населения.
Если рассматривать распространённость аллелей гена apoE, то аллель ɛ4, повышающая риск к деменции, более распространена среди латиноамериканского населения Карибских островов (кубинцы, доминиканцы, пуэрториканцы: 12,6–17,5 %) и реже встречается среди материковых латиноамериканцев (мексиканцы, жители Центральной и Южной Америк: 11,0–11,2 %). Но в то же время частота нейрозащитной аллели ɛ2 также повышена среди карибских латиноамериканцев (5,2–8,6 %) и понижена среди материковых латиноамериканцев (2,9–3,9 %). Среди материковых латиноамериканцев наиболее распространена "срединная" аллель ɛ3: 85,2–86,2 % по сравнению с 73,9–81,5 % у карибских латиноамериканцев.

#### Коренные народы
Малые коренные народы часто остаются за рамками различных исследований. Обзор исследований по коренному населению Австралии, Бразилии, Канады и США выявил различные скорости не связанного с деменцией снижения когнитивных способностей с возрастом - от 4,4 до 17,7 %. Эти результаты следует рассматривать с учётом возможной культурной предвзятости нейрокогнитивных тестов, различного состояния здоровья, плохого доступа к медицинскому обслуживанию, более низкого уровня образования и подобное.